# The Grinding Wheel
The Grinding Wheel es el décimo octavo álbum de estudio de la banda de thrash metal estadounidense Overkill, publicado el 10 de febrero de 2017 por Nuclear Blast Records. Se trata del último álbum de Overkill con el baterista Ron Lipnicki, que abandonó la agrupación poco tiempo después del lanzamiento del disco. The Grinding Wheel debutó en la posición No. 69 en la lista Billboard 200, convirtiéndose en el segundo álbum de Overkill con mejor figuración en dicha lista después de White Devil Armory, que se ubicó en la posición No. 31.

## Lista de canciones
Todas las canciones escritas y compuestas por D. D. Verni and Bobby Ellsworth. 
| N.º | Título                         | Duración |  |
| 1.  | «Mean, Green, Killing Machine» | 7:29     |  |
| 2.  | «Goddamn Trouble»              | 6:21     |  |
| 3.  | «Our Finest Hour»              | 5:49     |  |
| 4.  | «Shine On»                     | 6:03     |  |
| 5.  | «The Long Road»                | 6:45     |  |
| 6.  | «Let's All Go to Hades»        | 4:55     |  |
| 7.  | «Come Heavy»                   | 4:59     |  |
| 8.  | «Red White and Blue»           | 5:05     |  |
| 9.  | «The Wheel»                    | 4:51     |  |
| 10. | «The Grinding Wheel»           | 7:55     |  |

## Créditos
- Bobby "Blitz" Ellsworth – Voz
- D. D. Verni – Bajo, voz
- Dave Linsk – Guitarra líder
- Derek "The Skull" Tailer – Guitarra rítmica
- Ron Lipnicki – Batería